# Lasioglossum bremerense
Lasioglossum bremerense là một loài Hymenoptera trong họ Halictidae. Loài này được Rayment mô tả khoa học năm 1931.

## Hình ảnh

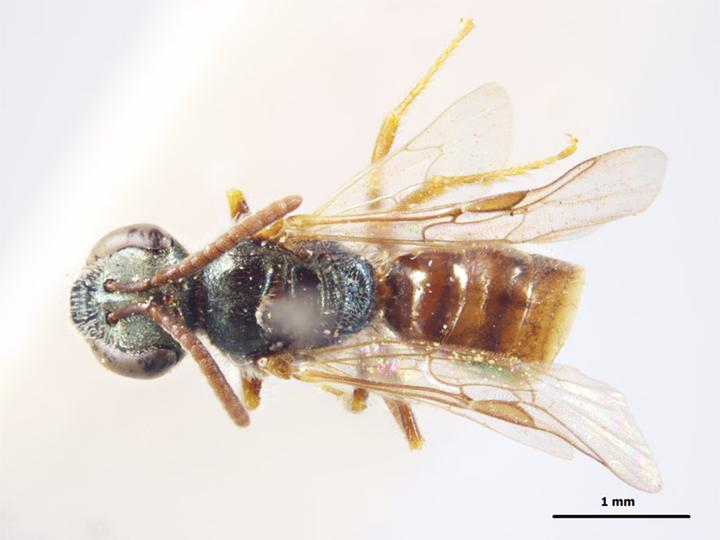